# Fekvő akt (Modigliani-kép)
A Fekvő akt című képet, amely a New York-i Metropolitan Művészeti Múzeum gyűjteményében van, Amedeo Modigliani festette.

## Keletkezése
A kép egy aktsorozat egyik darabja, amelyen az olasz képzőművész 1916-ban kezdett el dolgozni. Modigliani a reneszánsz festészet Vénusz-ábrázolásából és más idealizált nőfigurákból inspirálódott. 1917-es képén az elnyújtózott modell stilizált, közelről és felülről látható, keze és lába kilóg a festményből, testének élénk világos színe éles kontrasztban áll az ágytakaró és a háttér sötétjével. Modigliani, szemben a reneszánsztól a 19. századig tartó Vénusz-ábrázolásokkal, amelyekben a meztelenség mitologikus vagy allegorikus jelentést kapott, provokatívan, bármilyen kontextus nélkül ábrázolja modelljét, kiemelve ezzel a kompozíció erotikus jellegét. A kép 60,6 × 92,7 centiméteres, olajjal készült vászonra.
1920 és 1926 között a párizsi Léopold Zborowski tulajdonában volt, aki Modigliani halála után megvásárolta a festő hagyatékát. 1926 és valószínűleg 1933 között Georges Menier, majd legalább 1958-ig fia, Claude Menier birtokolta az aktot. A festményt 1960-ban vásárolta meg a New York-i Klaus G. Perls és felesége, az ő adományukként került a múzeumba 1997-ben.